# ميرفين وود
ميرفين وود (بالإنجليزية: Mervyn Wood) هو مجدف أسترالي، ولد في 30 أبريل 1917 في City of Randwick ‏ في أستراليا، وتوفي في 19 أغسطس 2006 في سيدني في أستراليا بسبب سرطان.

## وصلات خارجية
- ميرفين وود على موقع الاتحاد الدولي للتجديف (الإنجليزية)
- ميرفين وود على موقع اللجنة الأولمبية الدولية (الإنجليزية)
- ميرفين وود على موقع أوليمبيديا (الإنجليزية)
- ميرفين وود على موقع اللجنة الأولمبية الأسترالية (الإنجليزية)
- ميرفين وود على موقع اتحاد ألعاب الكومنولث (مؤرشف) (الإنجليزية)
- ميرفين وود على موقع قاعة أستراليا للمشاهير الرياضية (الإنجليزية)